# الممتع الكبير في التصريف
الممتع الكبير في التصريف كتابٌ في علم التصريف، وقد صنف ابن عصفور هذا الكتاب مختصرًا، وقدمه إلى الأمير أبي بكر عبد الله بن أبي الأصبغ حاكم إشبيلية، ثم ألحق به زيادات كثيرة، جعلت أبا حيان يطلق عليه اسم "الممتع الكبير". وقد علق عليه ابن مالك صاحب الألفية نقودًا كثيرة، أضاف إليها أبو حيان أكثر منها، ثم اختصره في كتاب سماه "المبدع الملخص من الممتع" ونُشِرَ في الكويت سنة 1982م، بتحقيق عبد الحميد سيد طلب. وقد بسط ابن عصفور مسائل التصريف، في هذا الكتاب، بسطًا مُسهَبًا مدعومًا بالتعليل والتفسير والحجاج والأدلة والشواهد، فكان من أشهر كتبه، ومن أمثل كتب الصرف المطولة،4 حتى قل أن يخلو من مسائله كتاب من كتب المتأخرين. وكان أبو حيان النحوي شديد الإعجاب به، يقدمه على ما سواه، ولا يفارقه في الحل والترحال؛ لأنه كما يقول: "أحسن ما وضع في هذا الفن ترتيبًا، وألخصة تهذيبًا، وأجمعه تقسيمًا، وأقربه تفهيمًا"
5 بغية الوعاة ص 357 وشذرات الذهب ص330، 331 ومفتاح السعادة وكشف الظنون.
ومن مظاهر عناية أبي حيان به أنه علق عليه تعليقات عظيمة الأهمية، ثم لخصه في كتاب سماه "المبدع في التصريف". وكان ابن مالك، صاحب الألفية، قد علق على "الممتع" نقودًا كثيرة، وقد استوفينا أكثر تعليقات ابن مالك وأبي حيان، فأثبتناه في حواشي النص إتمامًا للفائدة

## النسخ
أما النسخ المخطوطة التي اعتمدتها في التحقيق فإليك وصفها1:
نسخة فيض الله "ف":
تحتفظ بها مكتبة "فيض الله" بإستانبول تحت رقم 2052. وهي في 73 ورقة قياس 16×21 سم، وفي كل صفحة 27 سطرًا، بخط مغربي جيد. ومنها صورتان مصغرتان على الميكروفيلم، في معهد المخطوطات بالجامعة العربية، تحت الرقمين 9 و20 من قسم الصرف.
على الورقة الأولى من النسخة "تصريف الأستاذ أبي الحسن بن عصفور أكرمه الله. وهو الذي سماه بالممتع في التصريف". وقُبالة ذلك: "كتبه لنفسه حسن بن محمد … ". ويلي هذا عدة تملُّكات، انتهت بانتقال ملكية النسخة إلى شيخ الإسلام فيض الله، الذي أثبت عليها خاتمه: "وقف شيخ الإسلام السيد فيض الله أفندي -غفر الله له ولوالديه- بشرط ألا يخرج من المدرسة التي أنشأها بقسطنطينية سنة 1112".
وكان أبو حيان النحوي تملك هذه النسخة، من قبل، وحملها معه إلى القاهرة، حيث قابلها قراءة بنسخة شيخه رضي الدين محمد بن علي الأنصاري الأندلسي. وقد أثبت هذه المقابلة في ختام النسخة كما يلي: "قابلت جميع هذا الكتاب مع شيخنا الإمام اللغوي الحافظ حجة العرب أوحد العصر، رضي الدين أبي عبد الله محمد بن علي بن يوسف الأنصاري الأندلسي الشاطبي. قاله كاتبه أبو حيان محمد بن يوسف بن علي بن حيان النفزي الأندلسي الجياني نزيل القاهرة … ".
يضاف إلى هذا أن أبا حيان عارض قسمًا من هذا الكتاب، بنسخة بخط ابن عصفور نفسه، وصوب بعض العبارات، نقلًا من تلك النسخة. وعارض أبو حيان هذا الكتاب أيضًا بنسخ أخرى، منها:
- نسخة ابن الزبير.
2- نسخة ابن الخفاف.
3- نسخة الخزرجي.
4- نسخة الكرماني.
وبذلك أصبحت نسخة أبي حيان رفيعة القدر، ذات قيمة علمية منقطعة النظير، فهي تمثل أكثر من عشر نسخ قديمة، منها نسخة بخط المؤلف.
ومما يذكر ههنا أن أبا حيان، وغيره من العلماء، حلوا هذه النسخة بتعليقات على النص، بعد أن اتخذنا هذه النسخة أصلًا للتحقيق، ورمزنا إليها بالحرف "ف".
نسخة مراد ملّا "م":
تحتفظ مكتبة "مراد ملّا" في إستانبول بهذه النسخة التي تضم 95 ورقة من القطع المتوسط، في كل صفحة منها 17 سطرًا. وفي الصففة الأولى منها: "ممتع في الصرف، تأليف الفقيه الأستاذ أبي الحسن بن عصفور من أهل مدينة إشبيلية، إمام علم العربية. رحمه الله وعفا عنه". وفي الصفحة الأخيرة: "كمل، والحمد لله رب العالمين، وصلى الله عليه سيدنا محمد وآله، وكان الفراغ منه يوم الخميس، الخامس عشر لشهر شوال، من عام خمسة وثلاثين وسبعمائة".
وقد كُتبت هذه النسخة بخط حسن، كثر فيه الخطأ والتصحيف والتحريف، ولم تُعارَض بالأصل الذي نقلت منه. ونحن نرجح أن ذلك الأصل يرجع إلى ما هو أقدم من الأصل الذي نقلت منه نسخة "فيض الله"؛ لأن الخلافات بين النسختين أثبتت أن نسخة "فيض الله" اعتمدت أصلًا، يضم زيادات وتنقيحات وتصويبات، للمؤلف، لم تصل إلى نسخة "مراد ملّا".
نضيف إلى هذا أن نسخة "مراد ملّا" هذه قد اختُرمت نصوصها: في مواطن كثيرة،1 وبعض هذه الخروم طويل جدًّا. يستغرق صفحات، بل عشرات من الصفحات، وأظهرها سقوط بابين كبيرين، هما "باب أحكام حروف العلة الزوائد"، و"باب القلب والحذف على غير قياس". وتحت كل منهما بضعة أبواب فرعية2. وقد حاول أحد العلماء أو النساخ أن يعوّض بعض هذه الخروم، فكان في النسخة عدة مواطن، كُتبت بقلم يخالف خط الأصل.

### نسخة المُبدِع
كان أبو حيان النحوي شديد الإعجاب بكتاب "الممتع" كثير الاهتمام به، حتى إنه كان لا يفارقه. وقد رأينا في وصف نسخة "فيض الله" كثرة العناية التي أولى بها أبو حيان هذا الكتاب، من مقابلته قراءة على شيخه رضي الدين الأنصاري الأندلسي، ومعارضته بالنسخ الكثيرة التي منها قطعة بخط المؤلف، وتعقبه بزيادات وشروح ونقود.
وقد توّج أبو حيان عنايته هذه، بأن لخص كتاب "الممتع" بنفسه، فاختزل عباراته، وأسقط شواهده، وما فيه من احتجاج وجدل واستطراد، وقدم وأخر في بعض مقاصده، تبعًا لتنسيقه الخاص في عرض المادة، دون أن يجري في تلك المادة تنقيحًا أو تصويبًا يذكر. وقد سمى مختصره هذا "كتاب المبدع في التصريف"
قد جاء في آخرها: "تم كتاب المبدع، غدوة الجمعة التاسع والعشرين لشهر ربيع الأول سنة تسع وتسعين وستمائة، على يدي ملخصه أبي حيان وبخطه". وهي بخط مغربي جميل واضح، تقع في 38 ورقة، وتضم الصفحة الواحدة 15 سطرًا. والنسخة هذه محفوظة في دار الكتب المصرية، ضمن مجموعة بخط مؤلفها، تحت الرقم 24 ش2.
تستهل هذه النسخة بالخطبة التالية: "قال أبو حيان محمد بن يوسف بن حيان: حمدًا لك اللهم على ما منحتناه وشكرا، وسترًا لما اجترحناه وغفرا، وصلاتك وسلامك على من أنزلت عليه القرآن ذكرى، وبعثته هاديًا للورى سودًا وحمرًا. وبعد فإن علم التصريف يلطف إدراكه على ذوي الأفهام، ويشرف المتحلي به على سائر الأنام، إذ هو أشرف شطري اللسان العربي، وأجمل ذخيرة الفاضل النحوي، ولغموضه قل فيه التصنيف والخلاف، ولم تتوارد عليه الأفهام فيكثر فيه الاختلاف. وليس كعلم الإعراب الذي ازدحم على منهله الوارد، وترنقت بعد صفوها منه الموارد، فلا يتميز فيه الفاضل إلا عند أفراد الرجال، ولا يظهر فيه السابق إلا عند ضيق المجال. وما أحد ممن نظر في الإعراب أدنى نظر إلا وهو مدعٍ فيه، وموهم الأغمار أنه يحسنه ويدريه.
ولقد أخذنا هذا الفن، بعد أخذ علم الإعراب، عن أستاذنا أبي جعفر ابن الزبير، وتلقناه من فيه لا من كتاب، حفظًا وعرضًا ونقلناه عنه شفاهًا رطبًا غضًّا، في مدة شهور يُدِرّ بنا في مسالكه الصعاب، ويوغل بنا في أبعد المذاهب وأشغب الشعاب، إلى أن امتطيناه ذلولًا، وهبت لنا زعزعه قبولًا، وجنبناه سلس القياد، وإن كان أبيًّا، واقتدْناه طوع المراد، وإن كان عصيًّا.

## خطبة الكتاب
الحمد لله الذي لم يُستفتح بأفضل من اسمه كلام، ولم يُستنجح بأجمل من صنعه مَرام2، جاعل الحمد مفتتح قرآنه، وآخر دعوى أهل جنانه. أحمده -سبحانه- على أن جعلنا خير أمة3، وأنطقنا بلسان أهل الجنة؛ حمدًا يؤنس وحشي النعم من الزوال، ويحرسها من التغير والانتقال4.
والصلاة على خير من افتتحت بذكره الدعوات، واستنجحت بالصلاة عليه الطلبات، محمد نبي الله5 وخيرته من خلقه، وحجته في أرضه، الصادع بالرسالة، والمبالغ في الدلالة، وعلى آله الطيبين الأخيار، الطاهرين الأبرار، الذين أذهب عنهم الأرجاس، وطهرهم من الأدناس، وجعل مودتهم أجرًا له على الناس.
وبعدُ6، فإني لما رأيت النحويين قد هابوا لغموضه7 علم التصريف، فتركوا التأليف فيه والتصنيف، إلا القليل منهم فإنهم قد وضعوا فيه ما لا يُبْرِدُ غليلا، ولا يحصل لطالبه مأمولا، لاختلال ترتيبه، وتداخل تبويبه، وضعت في ذلك كتابًا رفعت فيه من علم التصريف شرائعه، وملَّكتُه عاصيَه وطائعَه، وذللته للفهم بحسن الترتيب، وكثرة التهذيب لألفاظه والتقريب، حتى صار معناه إلى القلب أسرع من لفظه إلى السمع، فلما أتيت به على القِدْح8، ممتنعًا عن القَدْح مُشبِهًا للروض في وشي ألوانه، وتَعمُّم أفنانه، [2أ] وإشراق أنواره، وابتهاج أنجاده وأغواره، والعقد في التئام وصوله، وانتظام فصوله، سميته بـ "الممتع"، ليكون اسمه وَفق معناه، ومترجمًا عن فحواه1، ووسمته باسم من إن ذكرت العلوم فهو مالك عنانها، وفارس ميدانها، أو ذكرت السماحة فهو تاريخها وعنوانها، وحدقتها وإنسانها، أو عُدَّ المجد الموروث والمكتسب فناهيك به شرفًا سابقًا، وبأوائله فخرًا في فلك المجد سامقًا، الذي بذل جِدَّهُ في نصر هذه الدعوة النبوية، ولم يألُ جهده في عضد هذه الدولة المتوكلية. أدام الله للمسلمين بركتها. فريد دهره، ووحيد عصره، أبو بكر ابن الشيخ الأكرم، العالم العلم، أبي الأصبغ بن صاحب الرد3. أدام الله علاءهم، وأنار بنجوم السعد سماءهم.